# منطقه گزنگ صدرآباد
منطقه گزنگ صدرآباد مربوط به هزاره ۵ قبل از میلاد تا دوره ساسانیان است و در شهرستان زرندیه، بین روستاهای صدرآباد و خان آباد واقع شده و این اثر در تاریخ ۲۲ فروردین ۱۳۵۶ با شمارهٔ ثبت ۱۳۶۲ به‌عنوان یکی از آثار ملی ایران به ثبت رسیده است.